# Оттава РКАФ-Флаєрс

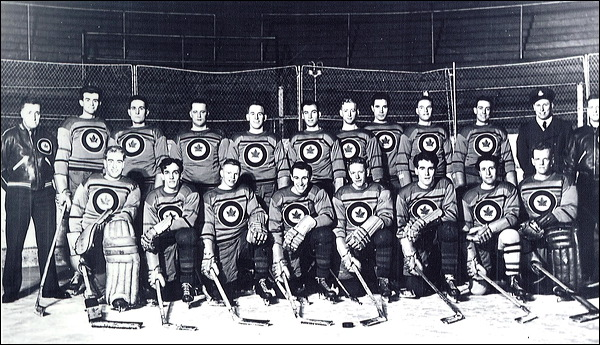
1948 РКАФ Флаєрс

Оттава РКАФ-Флаєрс (англ. Ottawa RCAF Flyers) — канадська аматорська хокейна команда, з Оттави, учасниками якої є актуальні або колишні військовослужбовці та персонал Королівських військово-повітряних сили Канади. Клуб виграв золоту медаль на зимових Олімпійських ігор 1948 року. Клуб також виграв Кубок Аллана канадський чемпіонат в 1942 році. Брали участь у кубку Шпенглера у 1954 році, посіли останнє місце.
У 2001 році золота медаль команди-переможця була відзначена канадськими збройними силами, було оголошено, що вони обрані найкращими військовими спортсменами Канади 20-го століття.

## Золоті медалісти Олімпіади 1948
МОК нагородив всіх гравців, в тому числі резервних, олімпійськими золотими медалями.
- Губерт Брукс[1] (резерв)
- Мюррей Дювей, Торонто, воротар[1]
- Франк Данстер, Монреаль, захисник[1]
- Рой Форбс, Ванкувер, захисник[1] (резерв)
- Енді Гілпін, Монреаль, нападник[1][2] (резерв)
- Жан Гравель[1]
- Патсі Гуццо[1]
- Воллі Гальдер[1]
- Тед Гібберт[1]
- Росс Кінг, Портедж-ла-Прері, воротар[1][2]
- Анрі-Андре Лапер'є, Оттава, захисник[1]
- Джон Лекомпте, Оттава, захисник[1]
- Піт Лейхніц, (резерв)[1]
- Джордж Мара[1]
- Альберт Рено[1]
- Регінальд Шретер[1]
- Ірвінг Тейлор[1]

## Тренер
Сержант Френк Буше, Оттава (племінник відомого хокеїста Френка Буше).

## Менеджер
Сенді Ватсон, Оттава.